# María Luisa Cava de Llano y Carrió
María Luisa Cava de Llano y Carrió (Barcelona, 22 de mayo de 1948) es una política española que ha realizado su carrera en la isla de Ibiza.

## Biografía
Licenciada en Derecho por la Universidad de Barcelona (1966-1971), marcha a Ibiza, donde fue delegada del Colegio de Abogados de las Islas Baleares. Militante de Alianza Popular (AP) primero y del Partido Popular (PP) después, ha sido subsecretaria de este partido en las Islas Baleares. 
Entre otros cargos políticos, ha sido teniente de alcalde del ayuntamiento de Ibiza (1987-1991), vicepresidenta primera y Consejera de Hacienda del Consejo Insular de Ibiza y Formentera y vicepresidenta del Parlamento de las Islas Baleares (1991-1993). El 1993 abandona los cargos para presentarse como diputada por las islas de Ibiza y Formentera en las elecciones generales españolas de 1993, escaño que revalida en las elecciones de 1996 y 2000.
El 2005 fue nombrada adjunta primera del Defensor del Pueblo. A partir del 1 de julio de 2010, tras el cese del titular Enrique Múgica, asumió este cargo en funciones.
Fue consejera electiva del Consejo de Estado entre 2014 y 2018.